# Ana María Vela Rubio
 Ana María Vela Rubio (Puente Genil, 29 d'octubre de 1901 - Barcelona, 15 de desembre de 2017) va ser una supercentenària catalana d'origen andalús. Després de la mort d'Emma Morano el 2017, es va convertir en l'europea viva de més edat i la quarta del món. Amb 116 anys i 47 dies en el moment de la seva mort era també la persona més longeva de la història nascuda en territori espanyol i a la península Ibèrica.
Ana María va néixer el 29 d'octubre de 1901 a Puente Genil (Còrdova), en una època on l'esperança de vida no superava els 40 anys. Va quedar-se òrfena de petita i va regentar una botiga d'alimentació a la seva localitat natal. El 1950 va traslladar-se amb el seu company i els seus fills a Barcelona, on va treballar de modista al Sanatori de Terrassa. El 2005 va ingressar a una residència d'ancians on residí fins a la seva mort. Va sobreviure a 3 dels seus 4 fills, Antonio (1923-2005) Juan (1930-2016) i Carmelita, que va morir als 10 anys.